# Chiesa di Sant'Antonio (Ortignano Raggiolo)
La chiesa di Sant'Antonio è una chiesa che si trova in località Badia a Tega, a Ortignano Raggiolo.

## Storia e descrizione
La chiesetta, in stile romanico rurale, dipendeva in antico dall'abbazia camaldolese di Selvamonda e conserva alcune opere provenienti, secondo una tradizione orale, oltre che dall'abbazia camaldolese, anche dalla scomparsa Abbazia di Santa Trinita in Alpe. 
Una pala d'altare centinata, tardocinquecentesca, raffigura la Madonna con il Bambino tra san Giovannino e san Gualberto, ed è attribuibile ad un artista operante nell'ambito di Raffaellino del Colle che riprende la Pala Fugger di Giulio Romano. Lo stesso artista anonimo è autore anche della tela con la Madonna col Bambino e un beato camaldolese vescovo, in cui sono presenti somiglianze con l'opera di Siciolante da Sermoneta.
Una tela raffigurante Gli Angeli del Giudizio pendant di un'altra di uguali dimensioni e medesimo soggetto oggi all'Eremo di Camaldoli e un'altra con l'Anima dannata, già ritenuti di scuola fiorentina degli inizi del XVII secolo, sono invece opere legate a stimoli caravaggeschi di Venanzio l'Eremita.